# 康涅狄格州众议院
康涅狄格众议院（英語：Connecticut House of Representatives）是美国康涅狄格总议会的下議院，共有151名议员，每届任期2年。现任众议院議長为民主黨籍的麥特·瑞特。